# Bath (Dakota del Sur)
Bath es un lugar designado por el censo ubicado en el condado de Brown en el estado estadounidense de Dakota del Sur. En el Censo de 2010 tenía una población de 172 habitantes y una densidad poblacional de 228,21 personas por km².

## Geografía
Bath se encuentra ubicado en las coordenadas 45°28′9″N 98°19′25″O / 45.46917, -98.32361. Según la Oficina del Censo de los Estados Unidos, Bath tiene una superficie total de 0.75 km², de la cual 0.75 km² corresponden a tierra firme y (0%) 0 km² es agua.

## Demografía
Según el censo de 2010, había 172 personas residiendo en Bath. La densidad de población era de 228,21 hab./km². De los 172 habitantes, Bath estaba compuesto por el 93.02% blancos, el 0% eran afroamericanos, el 3.49% eran amerindios, el 0% eran asiáticos, el 0% eran isleños del Pacífico, el 0% eran de otras razas y el 3.49% pertenecían a dos o más razas. Del total de la población el 0% eran hispanos o latinos de cualquier raza.